# Franciszek Wyszpolski
Franciszek Michał Wyszpolski (ur. ok. 1767, zm. po 1826) – kapitan wojsk Księstwa Warszawskiego, burmistrz Brześcia Kujawskiego (1808-1812) i Bydgoszczy (1812-1815) w okresie Księstwa Warszawskiego, więzień pruski. 

## Życiorys
Pochodził z Galicji z niezamożnej rodziny szlacheckiej. Był prawdopodobnie synem Tadeusza lub Józefa Wyszpolskich, których szlachectwo zostało potwierdzone przez Sąd Ziemski we Lwowie w 1783 r. Był oficerem wojska polskiego w okresie przedrozbiorowym. Po wkroczeniu wojsk napoleońskich na ziemie polskie udał się z austriackiej wówczas Galicji do organizujących się wojsk Księstwa Warszawskiego. Do 5 marca 1808 r. był kapitanem w 5 pułku piechoty. 6 kwietnia 1808 książę Józef Poniatowski poprosił Ministra Spraw Wewnętrznych Księstwa Warszawskiego, aby nagrodzić jego służbę wojskową odpowiednim stanowiskiem w administracji cywilnej. Odpowiedzią na tę prośbę było mianowanie Wyszpolskiego w 1808 r. burmistrzem Brześcia Kujawskiego.

### Burmistrz Bydgoszczy
6 kwietnia 1812 r. objął stanowisko burmistrza Bydgoszczy, po śmierci dotychczas piastującego to stanowisko Stanisława Bukowskiego. Funkcję tę pełnił w szczególnie trudnej, zmiennej sytuacji politycznej ostatnich lat Księstwa Warszawskiego. Działania wojenne, przemarsze wojsk, rekwizycje stawiały przed ówczesnymi władzami cywilnymi szczególnie trudne problemy do rozwiązania. Burmistrz musiał być wykonawcą sprzecznych, niekorzystnych dla mieszkańców Bydgoszczy zarządzeń dowódców wojskowych trzech obcych państw: Francji, Rosji i Prus. 

### Więzień pruski
Od 10 września 1814 do 12 października 1816 r. był uwięziony przez władze pruskie za opieszałość w pomocy szpitalom wojskowym w Bydgoszczy oraz za braki w funduszach kasy miejskiej. Jednym z istotnych punktów jego obrony było niewykonanie rozkazu dowódcy francuskiego marszałka Dawuta, który polecił zniszczyć wszystkie zapasy wojenne znajdujące się na barkach na Brdzie. 
Królewsko-Pruski Wielkoksiążęcy Sąd Policji Poprawczej Obwodu Bydgoskiego 12 października 1816 r. postanowił przywrócić mu stanowisko i wynagrodzić. Także Joseph von Stein-Kamieński, organizator władz pruskich w Bydgoszczy, uważał, że Wyszpolski nadal zasługiwał na pełnienie urzędu, gdyż na podstawie posiadanych akt nie mógł potwierdzić zarzutów ciężkich malwersacji i konfliktów służbowych. Jedyną przeszkodę w dalszym pełnieniu urzędu von Stein dostrzegał w słabej znajomości języka niemieckiego. Ostatecznie godność II burmistrza Bydgoszczy od 1815 r. pełnił Andreas Friedrich Gruenauer, zamiast Wyszpolskiego.
W 1819 r. Franciszek Wyszpolski nadal mieszkał w Bydgoszczy i podejmował starania o uzyskanie zadośćuczynienia za służbę państwową. W 1826 r. mieszkał w Warszawie przy ulicy Zakroczymskiej.
Na podstawie zachowanych akt, nie są wiadome dalsze jego losy.